# 车路头 (北魏)
车路头（？—421年），北魏将领，代人。
拓跋嗣为皇太子，车路头在东宫为帐下帅。车路头性宽宥，谨慎无过，409年（天賜六年），拓跋紹殺害魏道武帝。车路头、王洛儿帮助拓跋嗣回到平城。车路头因功績在拓跋嗣即位为明元帝後，任散騎常侍。後封金乡公，加忠意将軍之位。後改封宣城公。当时群臣多被谴。车路头不任事，随明元帝左右谈笑。有时谈及刑狱，他常主张宽恕，明元帝因此倍加信任。421年（泰常六年）车路头去世，追贈侍中、左衛大将軍、太師、宣城王，陪葬金陵。谥号忠貞。爵位有儿子車眷继承。